# Morte de Akai Gurley
Akai Gurley era um homem negro de 28 anos morto a tiros em 20 de novembro de 2014, no Brooklyn, Nova York, Estados Unidos, por um policial do Departamento de Polícia de Nova York (NYPD). Dois policiais patrulhavam as escadarias do conjunto habitacional Louis H. Pink Houses, pertencente à Autoridade de Habitação da Cidade de Nova York (NYCHA), em East New York, Brooklyn. Eles entraram em uma escadaria escura e sem iluminação. O policial Peter Liang, de 27 anos, estava com sua arma de fogo em punho. Gurley e sua namorada entraram na escadaria no sétimo andar, quatorze degraus abaixo dos policiais. Liang disparou sua arma; o tiro ricocheteou em uma parede e atingiu fatalmente Gurley no peito. Um júri condenou Liang por homicídio culposo, pena que foi posteriormente reduzida por um tribunal para homicídio por negligência criminal.
Em 10 de fevereiro de 2015, Liang foi formalmente acusado por um grande júri (sete homens e cinco mulheres) por homicídio culposo, agressão e outras acusações criminais, totalizando cinco imputações. Os membros do júri assistiram a imagens do conjunto habitacional sem iluminação e da pistola Glock 9mm usada no disparo. Ao avaliar a possibilidade de falha do equipamento, concluíram que o gatilho de 51 newtons (11,5 libras) não poderia ter sido acionado acidentalmente. Liang se entregou às autoridades no dia seguinte e foi indiciado. Em 11 de fevereiro de 2016, ele foi condenado por homicídio culposo e má conduta oficial, enfrentando até 15 anos de prisão.
A condenação mobilizou a comunidade chinesa em Nova York e em outros locais dos Estados Unidos. Muitos consideraram que Liang, um asiático-americano, estava sendo usado como bode expiatório. A comunidade chinesa americana organizou protestos em várias cidades, utilizando plataformas como WeChat, Facebook, Twitter e e-mails.
Em 28 de março de 2016, o promotor do Brooklyn, Kenneth P. Thompson [en], recomendou ao juiz da Suprema Corte do Condado de Kings, Danny Chun, que Liang cumprisse apenas prisão domiciliar e serviço comunitário. Em 19 de abril de 2016, o juiz Chun sentenciou Liang a cinco anos de liberdade condicional e 800 horas de serviço comunitário, após reduzir a condenação por homicídio culposo para homicídio por negligência criminal.

## Contexto

### Akai Gurley
Akai Kareem Gurley (c. 1986 – 20 de novembro de 2014) nasceu em São Tomás, Ilhas Virgens Americanas e mudou-se para Nova York ainda criança. Ele não residia no conjunto habitacional Pink Houses, mas morava nas proximidades, em Brownsville, com sua companheira, a filha dela e a filha do casal, de dois anos.

### Peter Liang
Peter Liang (nascido c. 1987), um hongkonês-americano, tinha menos de 18 meses de experiência no Departamento de Polícia de Nova York (NYPD) no momento do tiroteio. Liang imigrou para os Estados Unidos ainda criança, para Bensonhurst, Brooklyn [en], com seus pais e avó; ele também tem um irmão mais novo na universidade. Liang aspirava ser policial desde criança.

### Local
Em 2012, o conjunto habitacional Pink Houses era considerado um dos piores empreendimentos habitacionais de Nova York. Patrick Lynch, presidente da Associação Beneficente dos Patrulheiros da Cidade de Nova York [en], descreveu o local como "um dos projetos mais perigosos da cidade", com escadarias mal iluminadas representando um risco particular. O Comissário de Polícia Bill Bratton relatou um aumento de violência na região nos meses anteriores, com dois homicídios, dois roubos e quatro agressões.
Dois policiais novatos foram designados para o Pink Houses, onde realizavam patrulhas verticais de rotina, nas quais os policiais inspecionam um complexo de habitação pública do telhado ao térreo, parando em cada andar. O New York Daily News iniciou rumores de que o comandante dos policiais havia instruído os oficiais da área a não realizar patrulhas verticais, mas sim policiamento externo, e que os policiais estavam enviando mensagens ao representante do sindicato enquanto Gurley agonizava. Os rumores foram posteriormente desmentidos pelo escritório do Promotor Distrital, mas o Daily News não emitiu retratação ou pedido de desculpas. A política do NYPD sobre manter a arma no coldre durante essas patrulhas é intencionalmente vaga, e a decisão de sacar a arma é deixada a critério dos policiais, segundo o Comissário de Polícia Bill Bratton. O departamento também insiste que os policiais coloquem o dedo no gatilho apenas ao enfrentar um perigo extremo e específico. Durante o depoimento no julgamento, policiais testemunharam que foram treinados na academia para sacar suas armas em certas situações por medo de possíveis emboscadas ou quando se sentiam inseguros, e que foram especificamente instruídos a sacar a arma ao se aproximar de um patamar de telhado, considerado perigoso. Uma policial testemunhou que os policiais são treinados para estar atentos a possíveis emboscadas em patrulhas verticais especificamente. Ela também afirmou ter sido treinada para manter a arma em punho ao se aproximar de um patamar de telhado, com o dedo ao lado do gatilho. No momento do disparo, a escadaria no oitavo andar estava completamente escura devido a uma lâmpada quebrada.

## Tiroteio
Akai Gurley estava visitando sua namorada e trançando o cabelo antes do Dia de Ação de Graças. Ele entrou na escadaria no sétimo andar, abaixo dos policiais Landau e Liang. Segundo os promotores, segundos antes, Liang, que é canhoto, pegou sua lanterna com a mão direita e sacou sua pistola 9mm Glock com a esquerda. Ele então empurrou a porta da escadaria com o ombro direito, com a arma apontada para baixo. Não havia indícios de que qualquer das partes soubesse da presença da outra, e nenhuma palavra foi trocada, segundo as autoridades. A arma de Liang disparou ao abrir a porta, e a bala ricocheteou na parede, atingindo Gurley no peito. Ele morreu poucos minutos depois. Ao entrar, Liang disse ter ouvido "um som rápido" à sua esquerda, que o assustou. Ele virou à esquerda e "a arma simplesmente disparou quando meu corpo todo ficou tenso", testemunhou Liang. Foi relatado que Gurley correu após ouvir o disparo e colapsou no quinto andar.

### Similaridade com o tiroteio de Timothy Stansbury Jr.
O tiroteio fatal de Gurley é notavelmente semelhante à morte de Timothy Stansbury Jr. ocorrida em janeiro de 2004. O policial Richard Neri matou Stansbury, de 19 anos, no telhado do conjunto habitacional Louis Armstrong Houses, em Brooklyn, por volta da 1h da manhã. Neri abordou a porta do telhado com a arma em punho. Um grande júri recusou-se a indiciar Neri por homicídio por negligência criminal, considerando o evento um acidente com base no testemunho de que ele disparou acidentalmente. Ele afirmou ter sido assustado quando Stansbury abriu a porta do telhado em um local onde o tráfico de drogas era comum.

## Consequências
O Comissário de Polícia de Nova York, Bill Bratton, declarou o tiroteio como um acidente e afirmou que Gurley era um "inocente total". O Promotor Distrital do Condado de Kings, Kenneth P. Thompson, anunciou que convocaria um grande júri para investigar o tiroteio. Inicialmente, a mídia relatou que ambos os policiais enviaram mensagens de texto para seus representantes sindicais antes de pedir ajuda; a alegação foi refutada como falsa pelo sindicato dos policiais e pelo escritório do Promotor Distrital.
Quando questionado por repórteres, o prefeito Bill de Blasio não tomou partido, classificando o evento como uma "tragédia" para a família de Gurley e pedindo respeito ao veredicto do tribunal. Sobre o policiamento do NYPD, ele considerou essencial para a segurança pública e afirmou que as noções de Liang ser um bode expiatório e de casos de brutalidade policial estarem interligados eram inexistentes.
O funeral de Gurley foi realizado em 6 de dezembro na Igreja Batista Memorial Brown em Fort Greene [en]. Inicialmente, Al Sharpton ofereceu-se para discursar no serviço, mas desistiu após uma disputa familiar. Em vez disso, o ativista Kevin Powell falou no evento. Gurley foi sepultado no Rosedale Memorial Park em Linden, Nova Jersey.
A continuidade das patrulhas verticais foi examinada após o tiroteio de Gurley. O Comissário de Polícia Bratton afirmou que as patrulhas são necessárias para reduzir o crime e as patrulhas verticais continuam sendo realizadas no Pink Houses. Em 5 de fevereiro de 2016, enquanto o julgamento de Liang estava em andamento, dois policiais do NYPD foram feridos durante patrulhas verticais em um conjunto habitacional no Bronx.

### Reações

#### Comunidade chino-americana

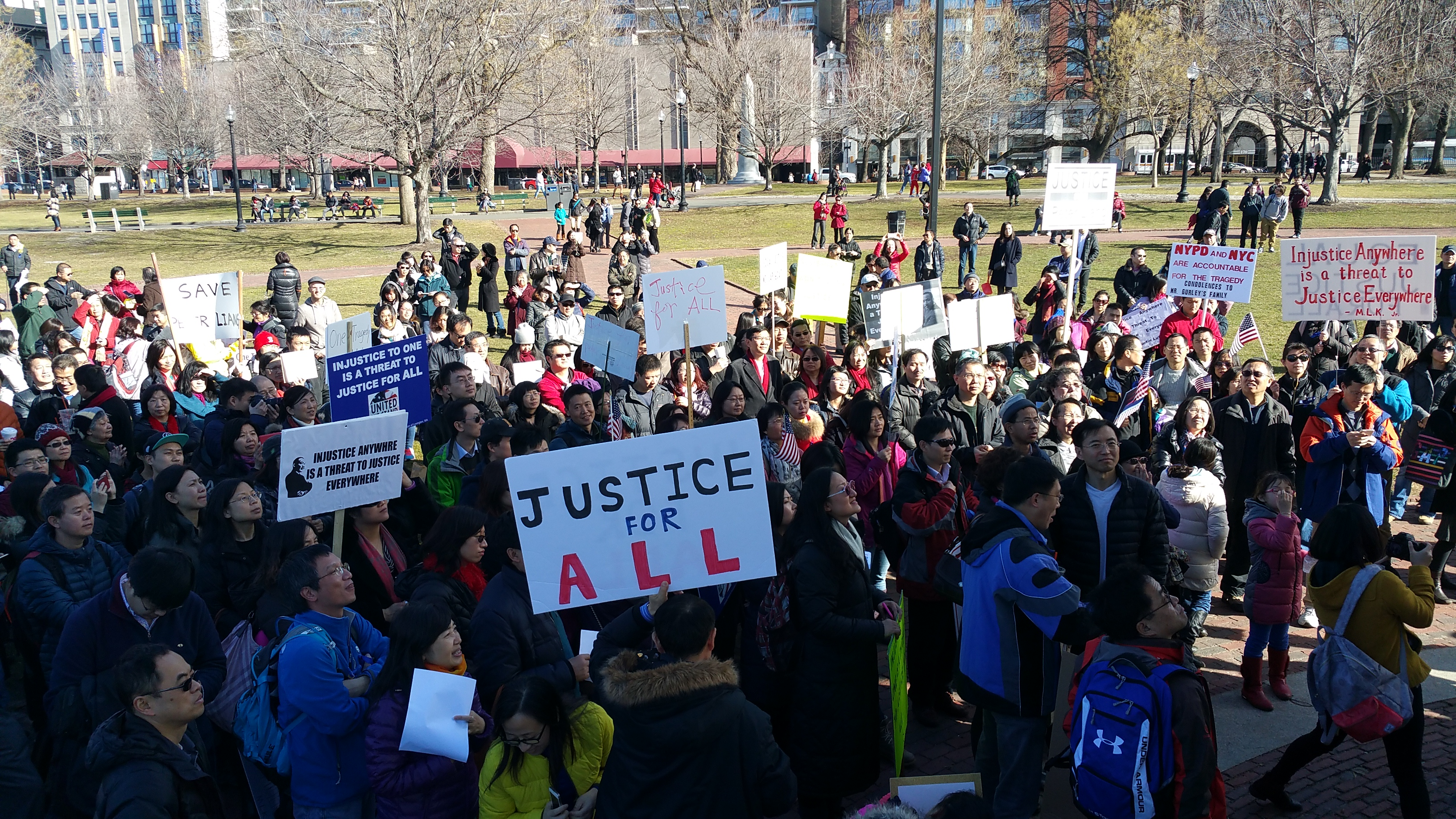
Manifestantes em apoio a Peter Liang em 20 de fevereiro de 2016, no Boston Common

Mais de 3.000 manifestantes, majoritariamente de ascendência chinesa, reuniram-se na Prefeitura de Nova York em março de 2015 para apoiar Liang. Milhares cruzaram a Ponte do Brooklyn até o bairro de Chinatown em Manhattan em abril, exigindo a retirada das acusações, como havia ocorrido no passado com policiais brancos.
Havia opiniões divergentes entre os apoiadores de Liang: alguns acreditavam que ele não deveria ter sido processado, enquanto outros consideravam que ele merecia uma acusação menos grave, mas todos concordavam que o sistema precisava de mudanças. O deputado estadual Ron Kim declarou: "Não acredito que a verdadeira justiça tenha prevalecido. Nosso sistema falhou com Gurley e falhou com Liang. Ele colocou a morte injusta de um jovem negro inocente contra a injusta acusação de bode expiatório de um jovem policial asiático que estava assustado, mal treinado e cometeu um terrível acidente."
Quase 15.000 pessoas protestaram em nome de Liang em Nova York em 20 de fevereiro de 2016, com números semelhantes em outras cidades dos Estados Unidos naquele dia. Muitos dos apoiadores de Liang exigiam que todos os assassinos fossem processados e que não houvesse perseguição seletiva, bode expiatório ou racismo. Joseph Lin, corretor de imóveis e ativista, ajudou a organizar os protestos por sentir que os asiático-americanos eram passivos e sem voz política, afirmando: "Se ele fosse um policial negro, garanto que Al Sharpton apareceria. Se fosse hispânico, todos os congressistas apareceriam. Mas não, ele é chinês, então ninguém aparece."
A vereadora de Nova York Margaret Chin declarou estar satisfeita com o indiciamento de Liang pelo grande júri, mas também pediu clemência na sentença de Liang. Os senadores Mark Treyger e William Colton sempre falaram em nome da comunidade chinesa.

#### Movimento Black Lives Matter
A morte de Gurley foi um dos vários assassinatos de afro-americanos por policiais protestados pelo movimento Black Lives Matter. Em 27 de dezembro de 2014, 200 pessoas marcharam no Brooklyn para protestar contra o tiroteio fatal de Gurley, no mesmo dia do funeral do policial do NYPD Rafael Ramos, vítima dos assassinatos de policiais do NYPD em 2014 [en], apesar dos pedidos do prefeito para adiar as manifestações.

### Procedimentos judiciais
Em 10 de fevereiro de 2015, o policial Liang foi indiciado por um grande júri pela morte de Gurley. Ele foi acusado de homicídio culposo em segundo grau, homicídio por negligência criminal, agressão em segundo grau, colocação em risco imprudente e duas acusações de má conduta oficial. Liang compareceu ao tribunal em 11 de fevereiro e se entregou no mesmo dia. Ele se declarou não culpado pelas acusações, foi liberado sem fiança e suspenso de seu cargo sem remuneração. Seu julgamento começou em 25 de janeiro de 2016. Liang foi condenado por homicídio culposo e má conduta oficial em 11 de fevereiro de 2016, sendo imediatamente demitido pelo Departamento de Polícia. Liang enfrentava de nenhuma prisão a um máximo de 15 anos de prisão ao ser sentenciado em abril. Seus advogados apresentaram uma apelação ao juiz Danny Chun enquanto Liang permanecia livre sem fiança.
Landau, o outro policial envolvido, não foi implicado criminalmente na morte de Gurley. No entanto, ele foi demitido do NYPD no dia seguinte à condenação de seu parceiro. Landau, assim como Liang, estava em seu período probatório de dois anos, e sua demissão após o julgamento era permitida por seu contrato. Landau testemunhou no julgamento de seu ex-parceiro sob imunidade de processo, descrevendo Liang como estando em estado de choque. Ele disse que nenhum dos dois tentou reanimar Gurley, afirmando que não se sentiam qualificados para realizar RCP. Segundo Landau, seu instrutor na academia de polícia os ajudou a trapacear nos exames. Ambos chamaram uma ambulância pelo rádio enquanto a namorada de Gurley realizava RCP.
Em 19 de abril de 2016, o juiz Chun reduziu a condenação de Liang de homicídio culposo para homicídio por negligência criminal e o sentenciou a cinco anos de liberdade condicional e 800 horas de serviço comunitário. Ele acreditava que Liang seria mais produtivo cumprindo serviço comunitário.

### Argumentos utilizados no tribunal
O promotor assistente Joseph Alexis argumentou que a morte não foi acidental e que Liang escolheu colocar o dedo no gatilho. No entanto, uma das advogadas de defesa de Liang, Rae Koshetz, defendeu que o ocorrido foi uma tragédia, não um crime, pois a bala ricocheteou na parede e atingiu Gurley por coincidência.
Os advogados de Liang, Robert Brown e Rae Koshetz, alegaram que Liang estava em estado de choque após o disparo de sua arma e não percebeu que havia atingido alguém.
A defesa também argumentou que Liang sacar sua arma estava em conformidade com o protocolo, pois a "falta de iluminação é comumente percebida como um sinal de atividade criminosa". Além disso, a lâmpada estava quebrada há vários dias sem reparo. Após a bala de Liang ricochetear na parede e atingir Gurley no peito, os policiais não realizaram RCP.

### Desfecho
Em agosto de 2016, a cidade de Nova York chegou a um acordo com a família de Gurley por US$ 4,1 milhões, resolvendo uma ação movida por Kimberley Ballinger, mãe de Akaila. A Autoridade de Habitação de Nova York pagou US$ 400.000, e Liang contribuiu com US$ 25.000. O valor foi destinado a um fundo para Akaila, filha de dois anos de Gurley na época, que terá acesso ao montante após completar 18 anos, com aprovação do tribunal.
Após o acordo do julgamento de Liang, cerca de US$ 260.000 do dinheiro arrecadado para a defesa de Liang foram devolvidos aos doadores. Aproximadamente US$ 325.000 foram destinados à família de Liang, e US$ 80.000 foram usados para comunidades chinesas.

### Cobertura midiática
O incidente recebeu cobertura nacional e internacional, em parte devido aos recentes casos de tiroteio de Michael Brown em Ferguson, Missouri, e do assassinato de Eric Garner em Staten Island.
A prática do Departamento de Polícia de Nova York de realizar patrulhas verticais também foi criticada. O The Village Voice descreveu o incidente como parte de um ano de desastres de relações públicas para o NYPD. Outras coberturas focaram nas questões de manutenção e segurança pública que levaram à morte.
O incidente é tema do documentário de 2020 Down a Dark Stairwell.

### Outras influências
Em 12 de fevereiro de 2016, a família de Gurley exigiu que o NYPD encerrasse permanentemente todas as patrulhas verticais. Eles solicitaram a demissão de Landau do departamento e que a cidade investisse em programas como moradia acessível, centros comunitários e programas extracurriculares, em vez de contratar mais policiais do NYPD.